# Léon Hoet
Léon Hoet, de son nom complet León Achiel Jerome Hoet, parfois Jerónimo Hoet, est un architecte belge né le 10 septembre 1891 à Lichtervelde et mort en 1944. Il a principalement œuvré à Maracaibo au Venezuela.

## Biographie
Originaire de la province de Flandre-OccidentaleLéon Hoet, militaire, quitte son pays avant la fin de la Première Guerre mondiale pour émigrer aux États-Unis où il obtient un diplôme en génie civil puis il entre à la Caribbean Oil Company qui le mène à Mene Grande dans la région orientale du lac de Maracaibo.
Il épouse María Eudocia Linares Guerra originaire de l'État de Trujillo dont il a quatre enfants.

## Œuvre
Son travail est essentiellement situé à Maracaibo au Venezuela. On lui doit notamment le Teatro Baralt, la rénovation de la basilique de San Juan de Dios, le musée Urdaneta, le marché principal, aujourd'hui musée Lía-Bermúdez, quatre édifices classés Monument national